# Polygala longifolia
Polygala longifolia är en jungfrulinsväxtart som beskrevs av Poiret. Polygala longifolia ingår i släktet jungfrulinssläktet, och familjen jungfrulinsväxter. Inga underarter finns listade i Catalogue of Life.